# Argud
Argud je naseljeno mjesto u općini Konjic, Federacija Bosne i Hercegovine, BiH.

## Povijest
Ime može biti u svezi s riječju argentum odnosno srebrom. Znanstvenici pretpostavljaju da je ispod obližnje uzvisine slična imena, Argudac, nekad bio rudnik srebra. U brdu je doista oveći otvor (rupa) i uokolo su arheolozi i mještani našli razbacane dijelove zemljanog posuđa i mnoštvo kostiju.

## Stanovništvo

### 1991.
Nacionalni sastav stanovništva 1991. godine, bio je sljedeći:
ukupno: 74
- Muslimani – 74

### 2013.
Nacionalni sastav stanovništva 2013. godine, bio je sljedeći:
ukupno: 33
- Bošnjaci – 33

## Vanjske poveznice
- Satelitska snimka  Arhivirana inačica izvorne stranice od 22. veljače 2008. (Wayback Machine)